# گل مصنوعی
گل‌های مصنوعی تقلیدی از گیاهان طبیعی هستند که برای دکوراسیون تجاری یا مسکونی استفاده می‌شوند. آنها گاهی اوقات برای اهداف علمی ساخته می‌شوند (مجموعه گل‌های شیشه ای در دانشگاه هاروارد، برای مثال، فلور ایالات متحده را نشان می‌دهد). گیاهان مصنوعی به‌طور گسترده‌ای از گونه‌های تولید انبوه که با مشاهده گاه به گاه از گیاهان واقعی قابل تشخیص هستند تا نمونه‌های گیاهی یا هنری با جزئیات بسیار متفاوت هستند.
مواد مورد استفاده در ساخت آنها شامل کتان رنگ شده و براده‌های شاخ رنگ شده در مصر باستان، طلا و نقره در روم باستان، کاغذ برنج در چین، پیله کرم ابریشم در ایتالیا، پرهای رنگی در آمریکای جنوبی، و موم و صدف‌های رنگی بوده‌است.